# Filippo Rusuti
Filippo Rusuti est un peintre et un mosaïste italien de l'école romaine, actif entre la fin du XIIIe siècle et le début du XIVe siècle.

## Biographie
Peu de ses œuvres sont connues. Il fait partie, avec Jacopo Torriti et Pietro Cavallini, de l'école romaine de la fin du XIIIe siècle. Son œuvre la plus célèbre est la mosaïque de l'ancienne façade de la basilique Sainte-Marie-Majeure, à Rome. Il collabora avec Torriti à la décoration interne de la même église.
Il fut probablement présent à la décoration à fresque de l'église supérieure de la basilique Saint-François d'Assise et, dans ce cas aussi, auprès de Jacopo Torriti : quelques parties des Histoires de la Genèse  lui sont attribuées, en particulier la Création d'Adam et Ève, reconnue formellement de sa main.
Malgré sa connaissance stylistique de Cimabue, il ne s'affranchira pas de l'influence byzantine encore très présente à Rome en peinture.
Dans les premières années 1300, Rusuti suit Pietro Cavallini à Naples près de la cour des Anjou  pour la décoration de l'église Santa Maria Donnaregina. Aujourd'hui, une grande partie de cette œuvre, qu'on avait attribuée à Cavallini, lui est reconnue par les historiens de l'art.

## Œuvres
- Façade de  Sainte-Marie-Majeure :
  - Gesù e i quattro evangelisti
  - San Paolo, San Giacomo e le Verine
  - Sant'Andrea, San Pietro e San Giovanni Battista
  - L'apparizione della Vergine a Papa Liberio e al Patrizio Giovanni
  - Il papa ascolta Giovanni che gli racconta il sogno e la nevicata del 5 agosto sul colle Esquilino

- Église supérieure de la basilique Saint-François d'Assise :
  - Creazione di Adamo ed Eva (des Storie della Genesi de Jacopo Torriti).
  - Apocalypse